# Dolichopus sicarius
Dolichopus sicarius är en tvåvingeart som beskrevs av Van Duzee 1921. Dolichopus sicarius ingår i släktet Dolichopus och familjen styltflugor. Inga underarter finns listade i Catalogue of Life.